# 스클레이터여우원숭이
스클레이터여우원숭이 (Eulemur flavifrons)는 참여우원숭이의 일종으로 파랑눈검은여우원숭이로도 알려져 있다. 몸 길이는 39–45 cm, 꼬리 길이는 51–65 cm, 전체 길이는 90-100 cm이고, 몸무게는 1.8-1.9 kg에 이른다. 영장류의 일종으로 나무 가지를 견고하게 붙잡을 수 있도록, 사람처럼 신축성이 있는 손바닥 피부를 지닌 강력한 손을 가지고 있다. 꼬리 길이가 몸 길이보다 길고, 꼬리로 뭔가를 쥘 수 있는 것은 아니다.